# همه حروف بزرگ

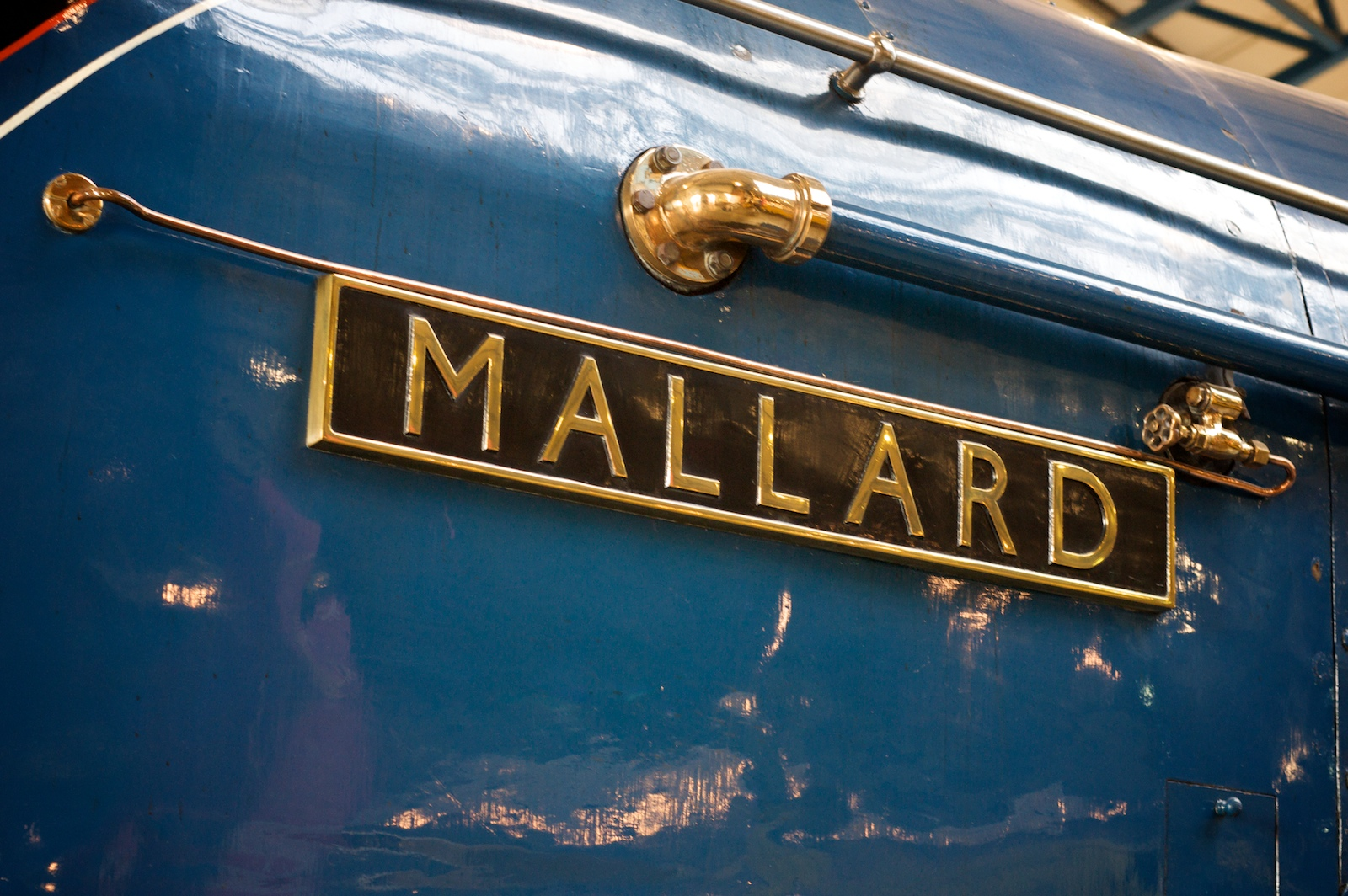
نام موتور راه‌آهن «MALLARD» با تمام حروف بزرگ تنظیم شده‌است.

در تایپوگرافی زبان انگلیسی، متن یا فونت با حروف بزرگ (به انگلیسی: All caps) (مخفف «همه حروف بزرگ») (به انگلیسی: All capitals) حاوی حروف بزرگ و بدون حروف کوچک است. به عنوان مثال: THIS TEXT IS IN ALL CAPS. متن کامل را می‌توان در اسناد حقوقی، آگهی‌ها، سرفصل‌های روزنامه‌ها و عناوین روی جلد کتاب‌ها مشاهده کرد. رشته‌های کوتاه کلمات با حروف بزرگ پررنگ‌تر و «بلندتر» از حروف مختلط به نظر می‌رسند و گاهی به آن «فریاد» یا «صدای بلند» نیز می‌گویند. همچنین می‌توان از تمام حروف برای نشان دادن اینکه یک کلمه داده شده مخفف است استفاده کرد.
مطالعاتی در مورد خوانایی و توان خواندن تمام متن‌های حروف بزرگ انجام شده‌است. آزمایشهای علمی از قرن بیستم به بعد به‌طور کلی نشان می‌دهد که تمام متن‌های حروف در مقایسه با حروف کوچک خوانا نیستند. بعلاوه، جابجایی به تمام حروف بزرگ ممکن است متن را به دلایل فرهنگی پرخاشگر و نفرت‌انگیز جلوه دهد، زیرا از تمام حروف بزرگ اغلب در گفتار رونویسی شده استفاده می‌شود تا نشان دهد گوینده در حال فریاد زدن است! متن تمام حروف در کتاب‌های مصور و همچنین در سیستمهای ارسال رادیویی و تله‌پرینت قدیمی‌تر رایج است که اغلب به هیچ وجه حروف بزرگ را نشان نمی‌دهند. در اسناد حرفه‌ای، معمولاً جایگزین ترجیحی برای تمام متن‌های حروف بزرگ، استفاده از حروف کوچک برای تأکید بر نام‌های کلیدی یا کلمات اختصاری (مثلاً متن با حروف کوچک)، یا استفاده از حروف کج یا (به ندرت) پررنگ(Bold) است. بعلاوه، اگر باید از تمام حروف بزرگ انگلیسی استفاده شود، مرسوم است که فاصله بین حروف را تا حدود ده درصد از ارتفاع نقطه، کمی بیشتر کنید. این عمل به عنوان ردیابی یا فاصله بین حروف شناخته می‌شود. برخی از فونت‌های دیجیتال دارای معیارهای فاصله گذاری جایگزین برای این منظور هستند.

## تاریخچه کلی
پیام‌هایی که به‌طور کامل با حروف بزرگ تایپ می‌شوند، اغلب در رسانه‌های اجتماعی با فریاد زدن و سایر رفتارهای غیر مؤدبانه یا استدلالی برابری می‌شوند! با ظهور رایانه‌های شبکه ای، از دهه ۱۹۸۰ میلادی به بعد، این یک تفسیر رایج شد. با این حال، تفسیر مشابهی قبلاً توسط منابع مکتوب که قبل از دوران محاسبات، در برخی موارد حداقل یک قرن پیش از این، اثبات شده بود، و نمایش متنی فریاد یا تأکید هنوز تا سال ۱۹۸۴ موضوع حل‌شده‌ای نبود. منابع زیر ممکن است مربوط به تاریخچه همه اجراها باشد:
- نسخه ۱۷ آوریل ۱۸۵۶ یورک ویل انکیرر (کارولینای جنوبی) از عبارت "این بار او آن را با حروف بزرگ فریاد زد(Shouted)" استفاده می‌کند.
- کتاب گوینده و سخنور استاندارد در سال ۱۸۸۰ بخشی با عنوان «شیوه فریاد زدن» دارد که بیان می‌کند «به ندرت در کل یک قطعه به این نیاز می‌شود، اما هر جا که کلمات دلالت بر فراخوانی یا فرمان دادن داشته باشند، با کلماتی که به عنوان نمونه به انتخاب‌های زیر که با حروف بزرگ به‌عنوان مکان مناسب برای تأکید فریاد مشخص شده‌اند، توجه کنید.» سپس تعداد زیادی نمونه ادبی ارائه می‌شود که در آن از تمام حروف بزرگ انگلیسی برای نشان دادن فریاد استفاده شده‌است!
- نسخه ۶ سپتامبر ۱۹۵۸ "Bookseller Organ of the Book Trade" نوشتن را با حروف کوچک توصیف می‌کند: "به جای نوشتار با حروف بزرگ با تمام حروف. این اثر برای هر کسی که حالتی متفکرانه دارد خشنود است."